# 地方自治法施行60周年記念貨幣

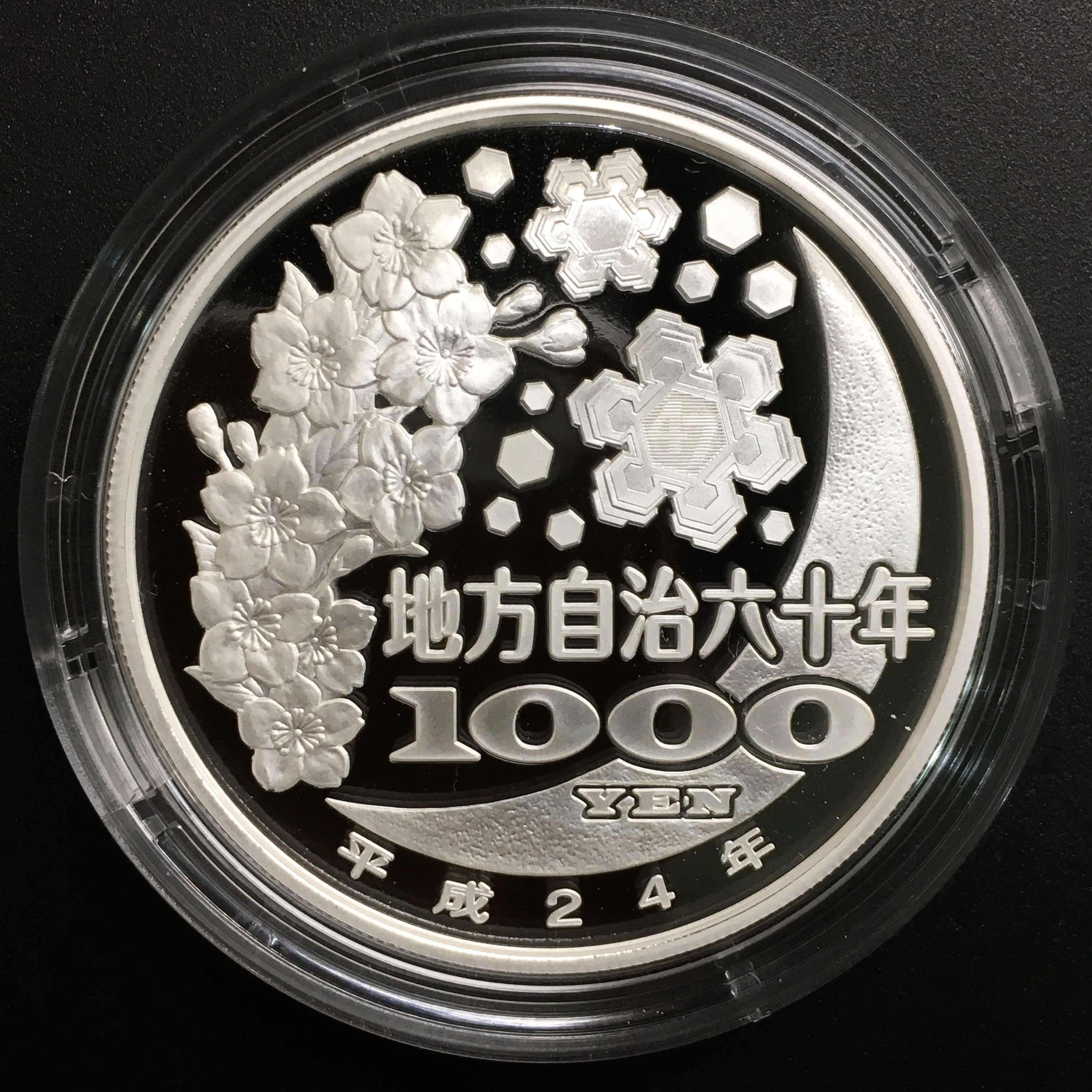
1000円銀貨の共通裏面デザイン

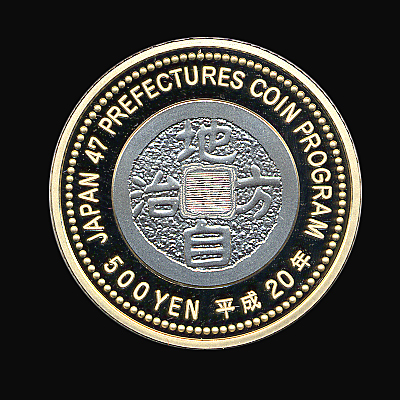
500円硬貨(プルーフ貨幣)の共通裏面デザイン

地方自治法施行60周年記念貨幣（ちほうじちほうしこうろくじっしゅうねんきねんかへい）とは、日本において地方自治法施行60周年を記念して発行された記念貨幣である。

## 概要
1947年（昭和22年）5月3日に施行された地方自治法が60周年を迎えたことを記念し、2008年（平成20年）以降、47都道府県の図柄をあしらった500円バイカラー・クラッド貨と1000円銀貨を順次発行することが発表された。これはアメリカ合衆国の50州の図柄をあしらった25セント硬貨と類似の企画で、約10年をかけて毎年数県ずつの硬貨を発行された。このシリーズは47件94種類と日本の記念貨幣最多のものとなった。
500円バイカラー・クラッド貨は1ユーロ硬貨と同様の2色3層構造で、銅を白銅でサンドイッチ状に挟み込みできた円板（クラッドメタル）を、ニッケル黄銅でできたリングの中にはめ合わせた（バイメタル）硬貨で、銅は白銅に挟まれているため外から見えない。このような硬貨は日本では初めてのことで、フランスやイタリアの技術を基に独自の方法を採用している。又、500円硬貨は通常の硬貨のほかにプルーフ貨幣も発行されている。
2008年（平成20年）に発行されたものは北海道が主要国首脳会議開催、京都府が源氏物語千年紀、島根県が石見銀山の世界遺産登録が題材とされている。
1000円銀貨は都道府県をあしらった図案を採用し、艶消しのプルーフ仕上げを行った上、彩色されたカラーコインで発行されている。また額面以上の価格で配布されるプレミアム型貨幣であり、造幣局に事前に申し込みをした希望者から抽選で購入者を決定して代金と引換で発送する方法（販売価格には発送費用及び消費税も含まれている）が取られているが、題材として取り上げられた都道府県の住民には全国よりも2倍の確率で当選できるようになっている。
500円バイカラー・クラッド貨は、額面で金融機関において引き換えがされた。これとは別に、500円バイカラー・クラッドプルーフ貨は、1000円銀貨同様、発売価格が額面を上回っており、造幣局に事前申し込みによる抽選により購入者が決定される（通常の貨幣も造幣局で発売されたが、送料やケースの費用などから額面の倍の価格で発売された）。
なお、額面で交換する500円バイカラー・クラッド貨も同様に題材として取り上げられた都道府県分の引き換え枚数が他の都道府県より多く割り当てられている。
日本郵政もこの記念貨幣シリーズとの共同企画として、各都道府県を題材とした80円の記念切手5種類を収めた小型シートを発行した。この小型シートのデザインのうち1種類は記念貨幣と題材が同じであり図案もほぼ同じで、他の4種類は対象都道府県の観光地などがデザインされている。この記念切手をケース入りの記念貨幣と共に特製ケースに組み込んだ貨幣セットが造幣局で販売され、ケースに貨幣が収められた単体のAセット、Aセット+記念切手入り特製ケースのBセット、Aセット+記念切手が入っていない特製ケースのCセットの3種類が500円バイカラー・クラッド貨と1000円銀貨でそれぞれ発売された。
発行スケジュールは以下の通り。
| 発行年             | 時期   | 都道府県                         |
| ------------------ | ------ | -------------------------------- |
| 2008年（平成20年） |        | 北海道、京都府、島根県           |
| 2009年（平成21年） | 上半期 | 新潟県、長野県                   |
| 2009年（平成21年） | 下半期 | 茨城県、奈良県                   |
| 2010年（平成22年） | 上半期 | 福井県、岐阜県、高知県           |
| 2010年（平成22年） | 下半期 | 青森県、愛知県、佐賀県           |
| 2011年（平成23年） | 上半期 | 富山県、鳥取県、熊本県           |
| 2011年（平成23年） | 下半期 | 岩手県、秋田県、滋賀県           |
| 2012年（平成24年） | 上半期 | 神奈川県、宮崎県、沖縄県         |
| 2012年（平成24年） | 下半期 | 栃木県、兵庫県、大分県           |
| 2013年（平成25年） | 上半期 | 宮城県、群馬県、広島県           |
| 2013年（平成25年） | 下半期 | 山梨県、静岡県、岡山県、鹿児島県 |
| 2014年（平成26年） | 上半期 | 山形県、三重県、愛媛県           |
| 2014年（平成26年） | 下半期 | 埼玉県、石川県、香川県           |
| 2015年（平成27年） | 上半期 | 山口県、徳島県、福岡県           |
| 2015年（平成27年） | 下半期 | 千葉県、大阪府、和歌山県、長崎県 |
| 2016年（平成28年） |        | 福島県、東京都                   |

## 偽造防止技術

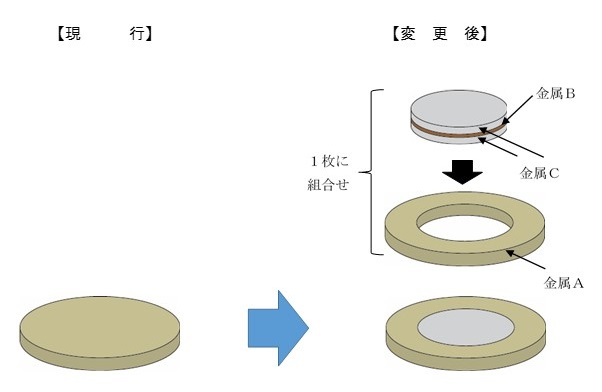
500円バイカラー・クラッド貨の構造

- 1000円銀貨

貨幣側面に斜めギザが入っている、貨幣の模様の圧印と同時に貨幣側面の周囲に斜めギザ加工を施す技術は、日本の造幣局が独自に開発した技術で日本、アメリカ、イギリスで特許を得ている。貨幣裏面を下に向けると大きな雪の結晶部分に地方自治法施行60周年を記念した「60」の文字が、上に向けると47都道府県を示す「47」の文字が浮かび上がる潜像加工が施されている他、微細点加工も施されている。
- 500円バイカラー・クラッド貨幣[注 2]

概要にある通り、異なる種類の金属板をサンドイッチ状に挟み込む「クラッド」技術でできた円板を、それとは異なる金属でできたリングの中にはめ合わせる「バイカラー」技術を組み合わせている。貨幣裏面の中央部分に千円銀貨と同じ潜像加工が施されている他、微細点と微細線加工も施されている。
貨幣の側面に斜めギザの一部を他のギザとは異なる形状にした異形斜めギザ加工を施しており、この技術も日本が開発した技術である。
この技術は、以降に発行された額面金額500円の記念貨幣でも採用された。通常貨幣でも2021年より流通開始した3代目の五百円硬貨にて採用され、新硬貨に対応する自動販売機や両替機などでも利用できるようになった。

## 地方自治法施行60周年記念貨幣一覧

### 共通項目
材質、組成、重量などの規格や、裏面の図柄は各都道府県分ともに共通となっている。
| 種類                                  | 額面   | 材質等                    | 組成・品位                         | 重量  | 直径   | 周囲             | 図柄（裏面） |
| ------------------------------------- | ------ | ------------------------- | ---------------------------------- | ----- | ------ | ---------------- | ------------ |
| 1000円銀貨幣                          | 1000円 | 銀貨幣 （カラーコイン）   | 純銀                               | 31.1g | 40.0mm | 斜めギザあり     | 雪月花       |
| 500円バイカラー・クラッド貨幣         | 500円  | バイカラー・ クラッド貨幣 | 銅:75.0% 亜鉛:12.5% ニッケル:12.5% | 7.1g  | 26.5mm | 異形斜めギザあり | 古銭         |
| 500円バイカラー・クラッドプルーフ貨幣 | 500円  | バイカラー・ クラッド貨幣 | 銅:75.0% 亜鉛:12.5% ニッケル:12.5% | 7.1g  | 26.5mm | 異形斜めギザあり | 古銭         |

### 各都道府県別項目
出典:
表面の図柄については、1000円銀貨幣および500円バイカラー・クラッド貨幣のそれぞれで各都道府県別に47種類のデザインが設定されている。
| 都道府県 | 額面   | 材質等                    | 販売申込期間                                            | 発行日                     | 年銘     | 発行枚数    | 図柄（表面）                                   |
| -------- | ------ | ------------------------- | ------------------------------------------------------- | -------------------------- | -------- | ----------- | ---------------------------------------------- |
| 北海道   | 1000円 | 銀貨幣 （カラーコイン）   | 2008年（平成20年）5月21日 - 2008年（平成20年）6月11日   | 2008年（平成20年）7月      | 平成20年 | 10万0000枚  | 洞爺湖とタンチョウ                             |
| 北海道   | 500円  | バイカラー・ クラッド貨幣 | -                                                       | 2008年（平成20年）12月10日 | 平成20年 | 210万0000枚 | 洞爺湖と北海道庁旧本庁舎                       |
| 京都府   | 1000円 | 銀貨幣 （カラーコイン）   | 2008年（平成20年）8月22日 - 2008年（平成20年）9月12日   | 2008年（平成20年）10月     | 平成20年 | 10万0000枚  | 国宝「源氏物語絵巻」宿木 三（部分）            |
| 京都府   | 500円  | バイカラー・ クラッド貨幣 | -                                                       | 2008年（平成20年）12月10日 | 平成20年 | 205万0000枚 | 国宝「源氏物語絵巻」宿木 二（部分）            |
| 島根県   | 1000円 | 銀貨幣 （カラーコイン）   | 2008年（平成20年）10月14日 - 2008年（平成20年）11月4日  | 2008年（平成20年）12月     | 平成20年 | 10万0000枚  | 御取納丁銀と牡丹                               |
| 島根県   | 500円  | バイカラー・ クラッド貨幣 | -                                                       | 2008年（平成20年）12月10日 | 平成20年 | 197万0000枚 | 銅鐸とその文様・絵画                           |
| 長野県   | 1000円 | 銀貨幣 （カラーコイン）   | 2009年（平成21年）3月11日 - 2009年（平成21年）4月8日    | 2009年（平成21年）5月      | 平成21年 | 10万0000枚  | 上高地                                         |
| 長野県   | 500円  | バイカラー・ クラッド貨幣 | -                                                       | 2009年（平成21年）7月15日  | 平成21年 | 183万0000枚 | 善光寺と牛                                     |
| 新潟県   | 1000円 | 銀貨幣 （カラーコイン）   | 2009年（平成21年）5月11日 - 2009年（平成21年）6月8日    | 2009年（平成21年）7月      | 平成21年 | 10万0000枚  | トキと佐渡島                                   |
| 新潟県   | 500円  | バイカラー・ クラッド貨幣 | -                                                       | 2009年（平成21年）7月15日  | 平成21年 | 184万0000枚 | トキと棚田                                     |
| 茨城県   | 1000円 | 銀貨幣 （カラーコイン）   | 2009年（平成21年）7月27日 - 2009年（平成21年）8月24日   | 2009年（平成21年）10月     | 平成21年 | 10万0000枚  | H-2ロケットと筑波山                            |
| 茨城県   | 500円  | バイカラー・ クラッド貨幣 | -                                                       | 2010年（平成22年）1月20日  | 平成21年 | 187万0000枚 | 偕楽園と梅                                     |
| 奈良県   | 1000円 | 銀貨幣 （カラーコイン）   | 2009年（平成21年）10月28日 - 2009年（平成21年）11月25日 | 2009年（平成21年）12月     | 平成21年 | 10万0000枚  | 大極殿正殿と桜と蹴鞠                           |
| 奈良県   | 500円  | バイカラー・ クラッド貨幣 | -                                                       | 2010年（平成22年）1月20日  | 平成21年 | 180万0000枚 | 遣唐使船                                       |
| 高知県   | 1000円 | 銀貨幣 （カラーコイン）   | 2010年（平成22年）3月16日 - 2010年（平成22年）4月6日    | 2010年（平成22年）3月      | 平成22年 | 10万0000枚  | 坂本龍馬と桂浜                                 |
| 高知県   | 500円  | バイカラー・ クラッド貨幣 | -                                                       | 2010年（平成22年）7月21日  | 平成22年 | 196万0000枚 | 坂本龍馬                                       |
| 岐阜県   | 1000円 | 銀貨幣 （カラーコイン）   | 2010年（平成22年）4月27日 - 2010年（平成22年）5月17日   | 2010年（平成22年）4月      | 平成22年 | 10万0000枚  | 長良川の鵜飼                                   |
| 岐阜県   | 500円  | バイカラー・ クラッド貨幣 | -                                                       | 2010年（平成22年）7月21日  | 平成22年 | 186万0000枚 | 白川郷とれんげ草                               |
| 福井県   | 1000円 | 銀貨幣 （カラーコイン）   | 2010年（平成22年）6月29日 - 2010年（平成22年）7月20日   | 2010年（平成22年）6月      | 平成22年 | 10万0000枚  | 恐竜と東尋坊                                   |
| 福井県   | 500円  | バイカラー・ クラッド貨幣 | -                                                       | 2010年（平成22年）7月21日  | 平成22年 | 183万0000枚 | 恐竜                                           |
| 愛知県   | 1000円 | 銀貨幣 （カラーコイン）   | 2010年（平成22年）8月4日 - 2010年（平成22年）8月24日    | 2010年（平成22年）8月      | 平成22年 | 10万0000枚  | 金鯱とカキツバタと渥美半島                     |
| 愛知県   | 500円  | バイカラー・ クラッド貨幣 | -                                                       | 2011年（平成23年）1月19日  | 平成22年 | 195万0000枚 | 愛知県庁本庁舎とカキツバタ                     |
| 青森県   | 1000円 | 銀貨幣 （カラーコイン）   | 2010年（平成22年）10月5日 - 2010年（平成22年）10月24日  | 2010年（平成22年）10月     | 平成22年 | 10万0000枚  | ねぶた・ねぷたとりんご                         |
| 青森県   | 500円  | バイカラー・ クラッド貨幣 | -                                                       | 2011年（平成23年）1月19日  | 平成22年 | 190万0000枚 | 三内丸山遺跡と土偶                             |
| 佐賀県   | 1000円 | 銀貨幣 （カラーコイン）   | 2010年（平成22年）11月2日 - 2010年（平成22年）11月24日  | 2010年（平成22年）11月     | 平成22年 | 10万0000枚  | 大隈重信と伊万里・有田焼                       |
| 佐賀県   | 500円  | バイカラー・ クラッド貨幣 | -                                                       | 2011年（平成23年）1月19日  | 平成22年 | 191万0000枚 | 大隈重信と佐賀錦・鹿島錦                       |
| 富山県   | 1000円 | 銀貨幣 （カラーコイン）   | 2011年（平成23年）5月23日 - 2011年（平成23年）6月13日   | 2011年（平成23年）5月      | 平成23年 | 10万0000枚  | 海越しの立山連峰                               |
| 富山県   | 500円  | バイカラー・ クラッド貨幣 | -                                                       | 2011年（平成23年）7月20日  | 平成23年 | 180万0000枚 | おわら風の盆                                   |
| 鳥取県   | 1000円 | 銀貨幣 （カラーコイン）   | 2011年（平成23年）6月29日 - 2011年（平成23年）7月19日   | 2011年（平成23年）6月      | 平成23年 | 10万0000枚  | 鳥取砂丘と山陰海岸                             |
| 鳥取県   | 500円  | バイカラー・ クラッド貨幣 | -                                                       | 2011年（平成23年）7月20日  | 平成23年 | 177万0000枚 | 三徳山三佛寺投入堂                             |
| 熊本県   | 1000円 | 銀貨幣 （カラーコイン）   | 2011年（平成23年）7月21日 - 2011年（平成23年）8月10日   | 2011年（平成23年）7月      | 平成23年 | 10万0000枚  | 阿蘇                                           |
| 熊本県   | 500円  | バイカラー・ クラッド貨幣 | -                                                       | 2011年（平成23年）7月20日  | 平成23年 | 187万0000枚 | 熊本城                                         |
| 滋賀県   | 1000円 | 銀貨幣 （カラーコイン）   | 2011年（平成23年）8月18日 - 2011年（平成23年）9月8日    | 2011年（平成23年）8月      | 平成23年 | 10万0000枚  | 琵琶湖とカイツブリと浮御堂                     |
| 滋賀県   | 500円  | バイカラー・ クラッド貨幣 | -                                                       | 2012年（平成24年）1月18日  | 平成23年 | 177万0000枚 | ビワコオオナマズとニゴロブナ                   |
| 岩手県   | 1000円 | 銀貨幣 （カラーコイン）   | 2011年（平成23年）10月5日 - 2011年（平成23年）10月25日  | 2011年（平成23年）10月     | 平成23年 | 10万0000枚  | 中尊寺金色堂と中尊寺ハスと毛越寺浄土庭園       |
| 岩手県   | 1000円 | 銀貨幣 （カラーコイン）   | 2012年（平成24年）9月15日 - 2012年（平成24年）10月5日   | 2012年（平成24年）8月      | 平成24年 | 1万0000枚   | 中尊寺金色堂と中尊寺ハスと毛越寺浄土庭園       |
| 岩手県   | 500円  | バイカラー・ クラッド貨幣 | -                                                       | 2012年（平成24年）1月18日  | 平成23年 | 179万0000枚 | 中尊寺金色堂覆堂と毛越寺曲水の宴               |
| 秋田県   | 1000円 | 銀貨幣 （カラーコイン）   | 2011年（平成23年）11月2日 - 2011年（平成23年）11月22日  | 2011年（平成23年）11月     | 平成23年 | 10万0000枚  | 白瀬矗となまはげ                               |
| 秋田県   | 500円  | バイカラー・ クラッド貨幣 | -                                                       | 2012年（平成24年）1月18日  | 平成23年 | 174万0000枚 | 白瀬矗と竿燈                                   |
| 沖縄県   | 1000円 | 銀貨幣 （カラーコイン）   | 2012年（平成24年）3月16日 - 2012年（平成24年）4月4日    | 2012年（平成24年）3月      | 平成24年 | 10万0000枚  | 首里城と組踊                                   |
| 沖縄県   | 500円  | バイカラー・ クラッド貨幣 | -                                                       | 2012年（平成24年）7月18日  | 平成24年 | 176万0000枚 | 那覇大綱挽とエイサー                           |
| 神奈川県 | 1000円 | 銀貨幣 （カラーコイン）   | 2012年（平成24年）5月9日 - 2012年（平成24年）5月29日    | 2012年（平成24年）5月      | 平成24年 | 10万0000枚  | 鶴岡八幡宮と流鏑馬                             |
| 神奈川県 | 500円  | バイカラー・ クラッド貨幣 | -                                                       | 2012年（平成24年）7月18日  | 平成24年 | 189万0000枚 | 鎌倉大仏                                       |
| 宮崎県   | 1000円 | 銀貨幣 （カラーコイン）   | 2012年（平成24年）6月29日 - 2012年（平成24年）7月19日   | 2012年（平成24年）6月      | 平成24年 | 10万0000枚  | 宮崎県庁本館と高千穂の夜神楽                   |
| 宮崎県   | 500円  | バイカラー・ クラッド貨幣 | -                                                       | 2012年（平成24年）7月18日  | 平成24年 | 174万0000枚 | 宮崎県庁本館                                   |
| 栃木県   | 1000円 | 銀貨幣 （カラーコイン）   | 2012年（平成24年）8月24日 - 2012年（平成24年）9月13日   | 2012年（平成24年）8月      | 平成24年 | 10万0000枚  | 日光東照宮陽明門                               |
| 栃木県   | 500円  | バイカラー・ クラッド貨幣 | -                                                       | 2013年（平成25年）1月16日  | 平成24年 | 180万0000枚 | 眠り猫と雀                                     |
| 大分県   | 1000円 | 銀貨幣 （カラーコイン）   | 2012年（平成24年）9月15日 - 2012年（平成24年）10月5日   | 2012年（平成24年）9月      | 平成24年 | 10万0000枚  | 宇佐神宮と双葉山                               |
| 大分県   | 500円  | バイカラー・ クラッド貨幣 | -                                                       | 2013年（平成25年）1月16日  | 平成24年 | 179万0000枚 | 臼杵磨崖仏                                     |
| 兵庫県   | 1000円 | 銀貨幣 （カラーコイン）   | 2012年（平成24年）11月10日 - 2012年（平成24年）11月30日 | 2012年（平成24年）11月     | 平成24年 | 10万0000枚  | コウノトリと姫路城                             |
| 兵庫県   | 500円  | バイカラー・ クラッド貨幣 | -                                                       | 2013年（平成25年）1月16日  | 平成24年 | 180万0000枚 | コウノトリ                                     |
| 宮城県   | 1000円 | 銀貨幣 （カラーコイン）   | 2013年（平成25年）3月15日 - 2013年（平成25年）4月3日    | 2013年（平成25年）3月      | 平成25年 | 10万0000枚  | 伊達政宗と慶長遣欧使節船                       |
| 宮城県   | 500円  | バイカラー・ クラッド貨幣 | -                                                       | 2013年（平成25年）7月17日  | 平成25年 | 170万0000枚 | 仙台七夕まつり                                 |
| 広島県   | 1000円 | 銀貨幣 （カラーコイン）   | 2013年（平成25年）5月10日 - 2013年（平成25年）5月29日   | 2013年（平成25年）5月      | 平成25年 | 10万0000枚  | 厳島神社と舞楽ともみじ                         |
| 広島県   | 500円  | バイカラー・ クラッド貨幣 | -                                                       | 2013年（平成25年）7月17日  | 平成25年 | 176万0000枚 | 原爆ドームと広島平和都市記念碑                 |
| 群馬県   | 1000円 | 銀貨幣 （カラーコイン）   | 2013年（平成25年）6月27日 - 2013年（平成25年）7月17日   | 2013年（平成25年）6月      | 平成25年 | 10万0000枚  | 富岡製糸場東繭倉庫と工女                       |
| 群馬県   | 500円  | バイカラー・ クラッド貨幣 | -                                                       | 2013年（平成25年）7月17日  | 平成25年 | 172万0000枚 | 富岡製糸場東繭倉庫キーストーンと工女           |
| 岡山県   | 1000円 | 銀貨幣 （カラーコイン）   | 2013年（平成25年）8月6日 - 2013年（平成25年）8月26日    | 2013年（平成25年）8月      | 平成25年 | 10万0000枚  | 岡山後楽園と桃太郎                             |
| 岡山県   | 500円  | バイカラー・ クラッド貨幣 | -                                                       | 2014年（平成26年）1月15日  | 平成25年 | 166万0000枚 | 岡山後楽園                                     |
| 静岡県   | 1000円 | 銀貨幣 （カラーコイン）   | 2013年（平成25年）9月7日 - 2013年（平成25年）9月27日    | 2013年（平成25年）9月      | 平成25年 | 10万0000枚  | 富士山                                         |
| 静岡県   | 500円  | バイカラー・ クラッド貨幣 | -                                                       | 2014年（平成26年）1月15日  | 平成25年 | 170万0000枚 | 富士山と茶畑                                   |
| 山梨県   | 1000円 | 銀貨幣 （カラーコイン）   | 2013年（平成25年）10月1日 - 2013年（平成25年）10月21日  | 2013年（平成25年）10月     | 平成25年 | 10万0000枚  | 富士山と山梨リニア実験線とぶどう               |
| 山梨県   | 500円  | バイカラー・ クラッド貨幣 | -                                                       | 2014年（平成26年）1月15日  | 平成25年 | 167万0000枚 | 富士山とぶどう                                 |
| 鹿児島県 | 1000円 | 銀貨幣 （カラーコイン）   | 2013年（平成25年）11月7日 - 2013年（平成25年）11月27日  | 2013年（平成25年）11月     | 平成25年 | 10万0000枚  | 縄文杉と永田岳とヤクシマシャクナゲ             |
| 鹿児島県 | 500円  | バイカラー・ クラッド貨幣 | -                                                       | 2014年（平成26年）1月15日  | 平成25年 | 166万0000枚 | 桜島                                           |
| 愛媛県   | 1000円 | 銀貨幣 （カラーコイン）   | 2014年（平成26年）3月8日 - 2014年（平成26年）3月28日    | 2014年（平成26年）3月      | 平成26年 | 10万0000枚  | 道後温泉本館とみかん                           |
| 愛媛県   | 500円  | バイカラー・ クラッド貨幣 | -                                                       | 2014年（平成26年）7月16日  | 平成26年 | 165万0000枚 | 瀬戸内しまなみ海道と愛媛の島々                 |
| 山形県   | 1000円 | 銀貨幣 （カラーコイン）   | 2014年（平成26年）4月4日 - 2014年（平成26年）4月24日    | 2014年（平成26年）4月上旬  | 平成26年 | 10万0000枚  | 最上川とさくらんぼ                             |
| 山形県   | 500円  | バイカラー・ クラッド貨幣 | -                                                       | 2014年（平成26年）7月16日  | 平成26年 | 166万0000枚 | 縄文の女神                                     |
| 三重県   | 1000円 | 銀貨幣 （カラーコイン）   | 2014年（平成26年）4月26日 - 2014年（平成26年）5月16日   | 2014年（平成26年）4月下旬  | 平成26年 | 10万0000枚  | 五十鈴川と伊勢神宮宇治橋                       |
| 三重県   | 500円  | バイカラー・ クラッド貨幣 | -                                                       | 2014年（平成26年）7月16日  | 平成26年 | 167万0000枚 | 熊野古道伊勢路                                 |
| 香川県   | 1000円 | 銀貨幣 （カラーコイン）   | 2014年（平成26年）8月8日 - 2014年（平成26年）8月28日    | 2014年（平成26年）8月      | 平成26年 | 10万0000枚  | 栗林公園                                       |
| 香川県   | 500円  | バイカラー・ クラッド貨幣 | -                                                       | 2015年（平成27年）1月21日  | 平成26年 | 163万0000枚 | 金刀比羅宮から望む讃岐平野                     |
| 埼玉県   | 1000円 | 銀貨幣 （カラーコイン）   | 2014年（平成26年）9月9日 - 2014年（平成26年）9月29日    | 2014年（平成26年）9月      | 平成26年 | 10万0000枚  | 渋沢栄一と時の鐘                               |
| 埼玉県   | 500円  | バイカラー・ クラッド貨幣 | -                                                       | 2015年（平成27年）1月21日  | 平成26年 | 178万0000枚 | 埼玉スタジアム2002                             |
| 石川県   | 1000円 | 銀貨幣 （カラーコイン）   | 2014年（平成26年）11月5日 - 2014年（平成26年）11月25日  | 2014年（平成26年）11月     | 平成26年 | 10万0000枚  | 兼六園の徽軫灯籠と雪吊り（夜景・ライトアップ） |
| 石川県   | 500円  | バイカラー・ クラッド貨幣 | -                                                       | 2015年（平成27年）1月21日  | 平成26年 | 166万0000枚 | 木場潟からみた白山とキリコ祭り                 |
| 山口県   | 1000円 | 銀貨幣 （カラーコイン）   | 2015年（平成27年）4月10日 - 2015年（平成27年）4月30日   | 2015年（平成27年）4月      | 平成27年 | 10万0000枚  | 錦帯橋と秋吉台                                 |
| 山口県   | 500円  | バイカラー・ クラッド貨幣 | -                                                       | 2015年（平成27年）7月15日  | 平成27年 | 161万0000枚 | 瑠璃光寺五重塔                                 |
| 徳島県   | 1000円 | 銀貨幣 （カラーコイン）   | 2015年（平成27年）5月9日 - 2015年（平成27年）5月29日    | 2015年（平成27年）5月      | 平成27年 | 10万0000枚  | 鳴門の渦潮と阿波おどりとすだちの花             |
| 徳島県   | 500円  | バイカラー・ クラッド貨幣 | -                                                       | 2015年（平成27年）7月15日  | 平成27年 | 163万0000枚 | 阿波おどり                                     |
| 福岡県   | 1000円 | 銀貨幣 （カラーコイン）   | 2015年（平成27年）6月23日 - 2015年（平成27年）7月13日   | 2015年（平成27年）6月      | 平成27年 | 10万0000枚  | 沖ノ島と宗像大社と金製指輪                     |
| 福岡県   | 500円  | バイカラー・ クラッド貨幣 | -                                                       | 2015年（平成27年）7月15日  | 平成27年 | 168万0000枚 | 九州国立博物館と太宰府天満宮太鼓橋と梅         |
| 和歌山県 | 1000円 | 銀貨幣 （カラーコイン）   | 2015年（平成27年）8月7日 - 2015年（平成27年）8月27日    | 2015年（平成27年）8月      | 平成27年 | 10万0000枚  | 高野山 壇上伽藍                                |
| 和歌山県 | 500円  | バイカラー・ クラッド貨幣 | -                                                       | 2016年（平成28年）1月20日  | 平成27年 | 161万0000枚 | 那智の滝                                       |
| 大阪府   | 1000円 | 銀貨幣 （カラーコイン）   | 2015年（平成27年）9月9日 - 2015年（平成27年）9月29日    | 2015年（平成27年）9月      | 平成27年 | 10万0000枚  | 大阪城と文楽                                   |
| 大阪府   | 500円  | バイカラー・ クラッド貨幣 | -                                                       | 2016年（平成28年）1月20日  | 平成27年 | 170万0000枚 | 仁徳天皇陵古墳                                 |
| 長崎県   | 1000円 | 銀貨幣 （カラーコイン）   | 2015年（平成27年）10月1日 - 2015年（平成27年）10月21日  | 2015年（平成27年）10月     | 平成27年 | 10万0000枚  | 大浦天主堂と椿                                 |
| 長崎県   | 500円  | バイカラー・ クラッド貨幣 | -                                                       | 2016年（平成28年）1月20日  | 平成27年 | 160万0000枚 | 大浦天主堂とステンドグラス                     |
| 千葉県   | 1000円 | 銀貨幣 （カラーコイン）   | 2015年（平成27年）11月7日 - 2015年（平成27年）11月30日  | 2015年（平成27年）11月     | 平成27年 | 10万0000枚  | 東京湾アクアラインと菜の花                     |
| 千葉県   | 500円  | バイカラー・ クラッド貨幣 | -                                                       | 2016年（平成28年）1月20日  | 平成27年 | 168万0000枚 | 九十九里                                       |
| 福島県   | 1000円 | 銀貨幣 （カラーコイン）   | 2016年（平成28年）4月22日 - 2016年（平成28年）5月12日   | 2016年（平成28年）6月      | 平成28年 | 10万0000枚  | 野口英世と磐梯山と猪苗代湖                     |
| 福島県   | 500円  | バイカラー・ クラッド貨幣 | -                                                       | 2016年（平成28年）7月20日  | 平成28年 | 162万0000枚 | 相馬野馬追から甲冑競馬の様子                   |
| 東京都   | 1000円 | 銀貨幣 （カラーコイン）   | 2016年（平成28年）5月18日 - 2016年（平成28年）6月7日    | 2016年（平成28年）7月      | 平成28年 | 10万0000枚  | 東京タワーとレインボーブリッジとユリカモメ     |
| 東京都   | 500円  | バイカラー・ クラッド貨幣 | -                                                       | 2016年（平成28年）7月20日  | 平成28年 | 172万0000枚 | 東京駅丸の内駅舎と行幸通り                     |

### 販売価格（税込）
出典:
2014年（平成26年）4月に消費税が5%から8%に引き上げられたことにより、以前の販売価格から値上げされた。
下記では、2014年（平成26年）3月まで（増税前）の価格を「販売価格1」、同年4月以降（増税後）の価格を「販売価格2」として記載する。

1000円銀貨
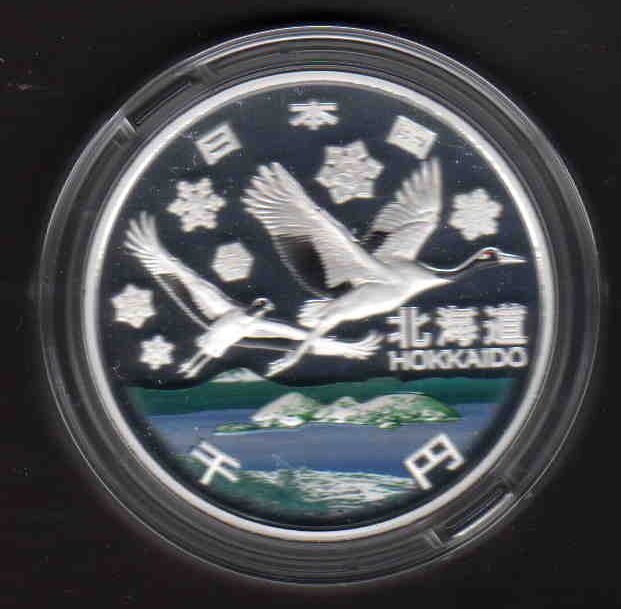
北海道
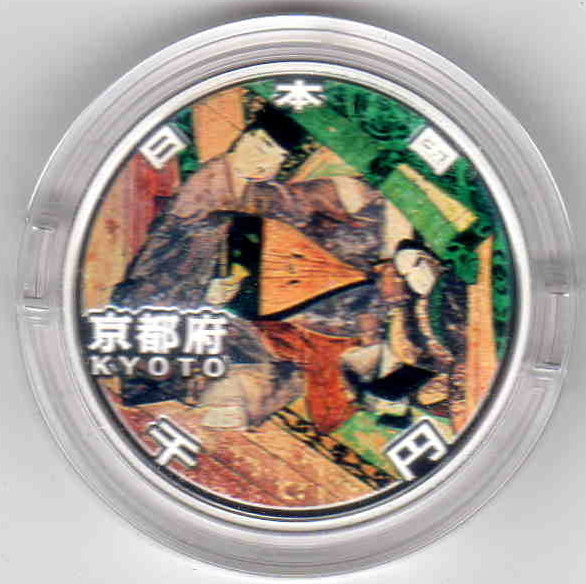
京都府
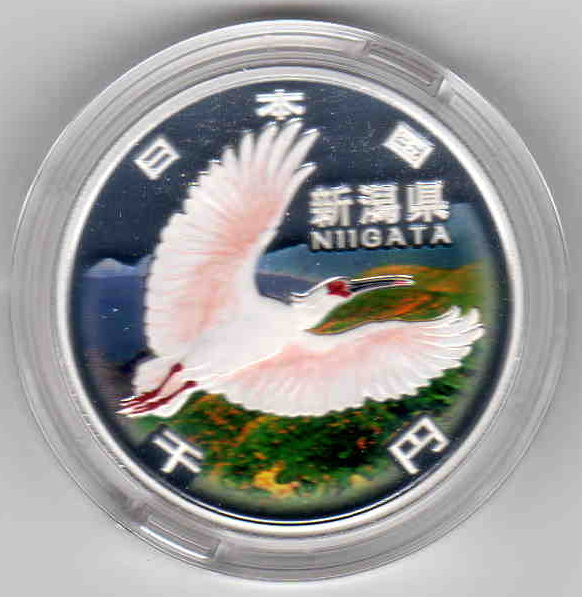
新潟県
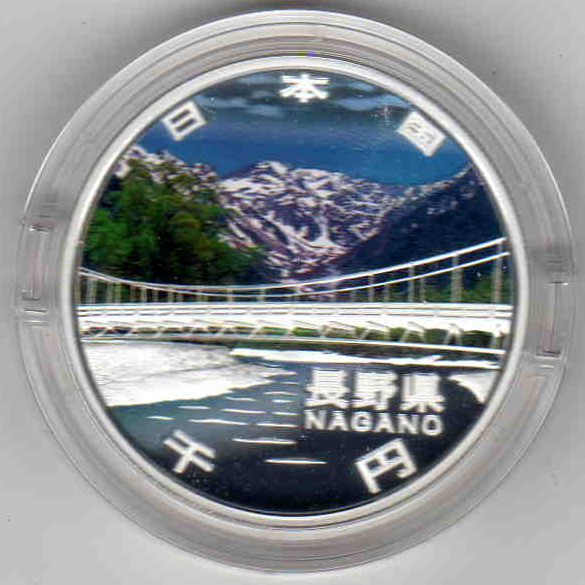
長野県
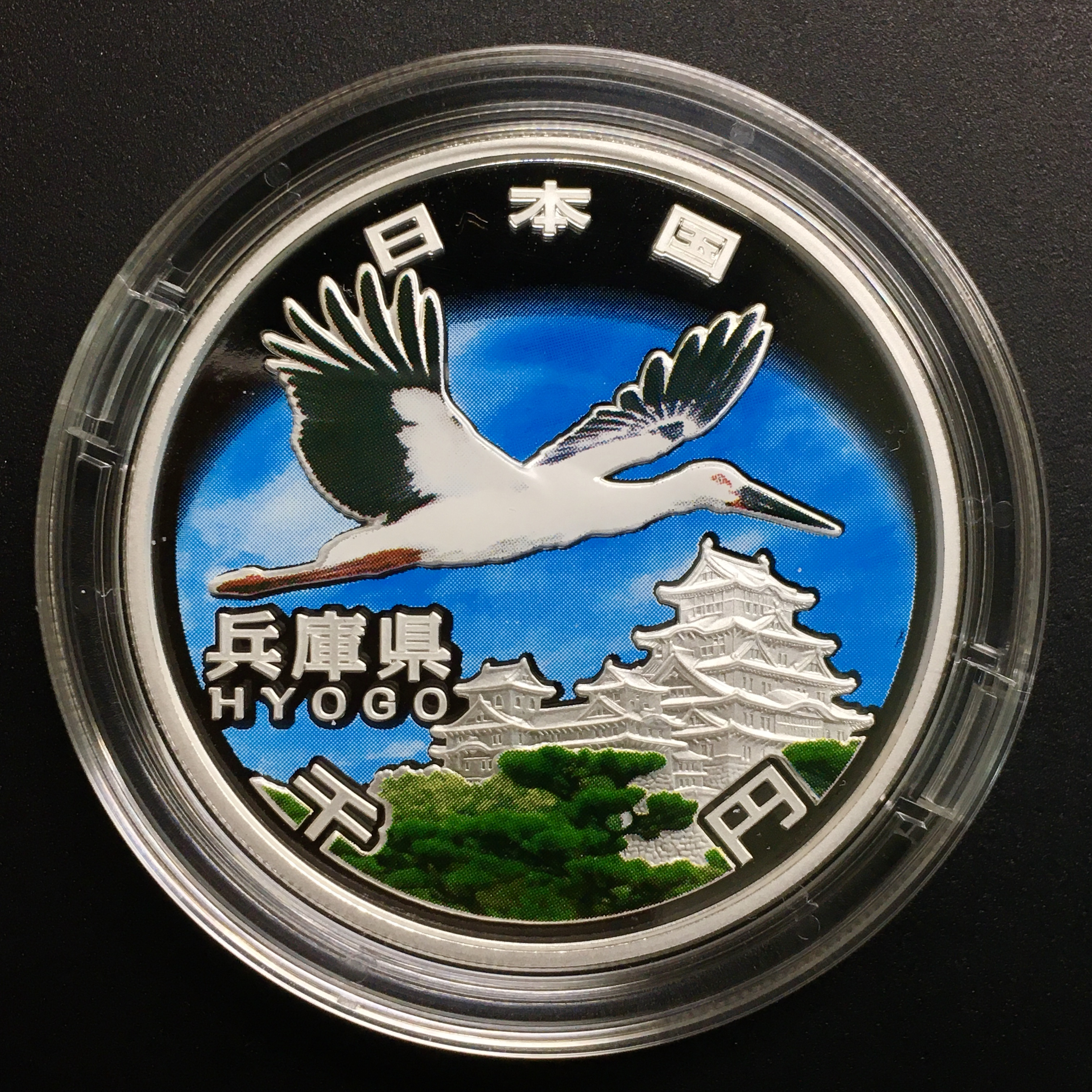
兵庫県

| 額面   | セット                  | 販売価格1 | 販売価格2 |
| ------ | ----------------------- | --------- | --------- |
| 500円  | 額面引換                | 500円     | 500円     |
| 500円  | A（カード型ケース単体） | 1000円    | 1028円    |
| 500円  | B（切手入り特製ケース） | 2000円    | 2055円    |
| 500円  | C（切手なし特製ケース） | 1600円    | 1645円    |
| 500円  | プルーフ                | 2800円    | 2880円    |
| 1000円 | A（銀貨単体）           | 6000円    | 6171円    |
| 1000円 | B（切手入り特製ケース） | 7800円    | 8021円    |
| 1000円 | C（切手なし特製ケース） | 7400円    | 7611円    |

- 1000円銀貨
- 北海道
- 京都府
- 新潟県
- 長野県
- 兵庫県

500円バイカラー・クラッド貨
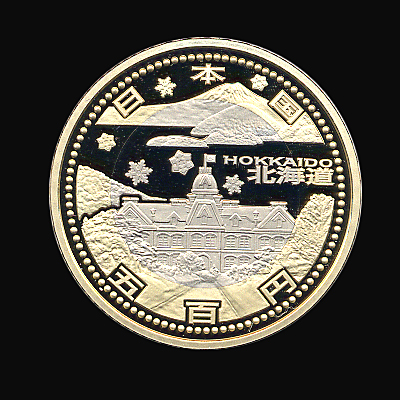
北海道
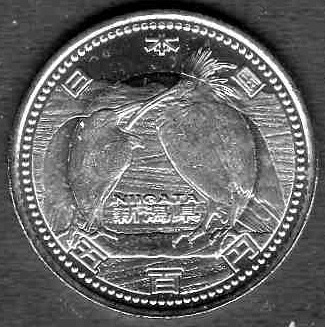
新潟県
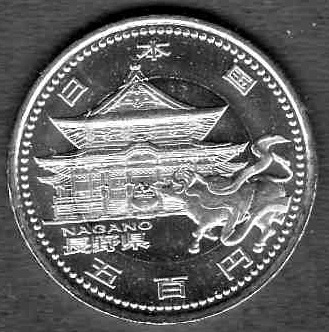
長野県
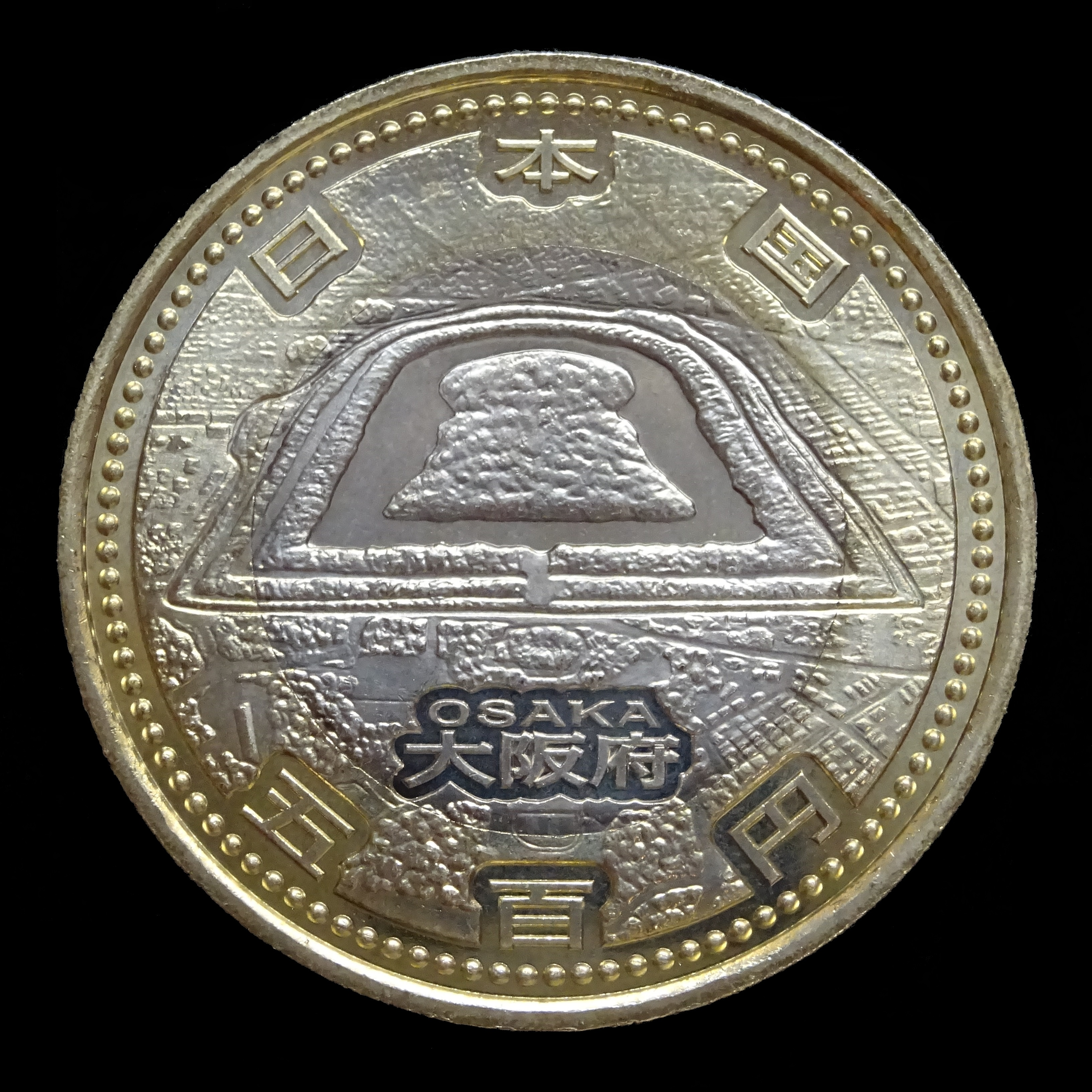
大阪府
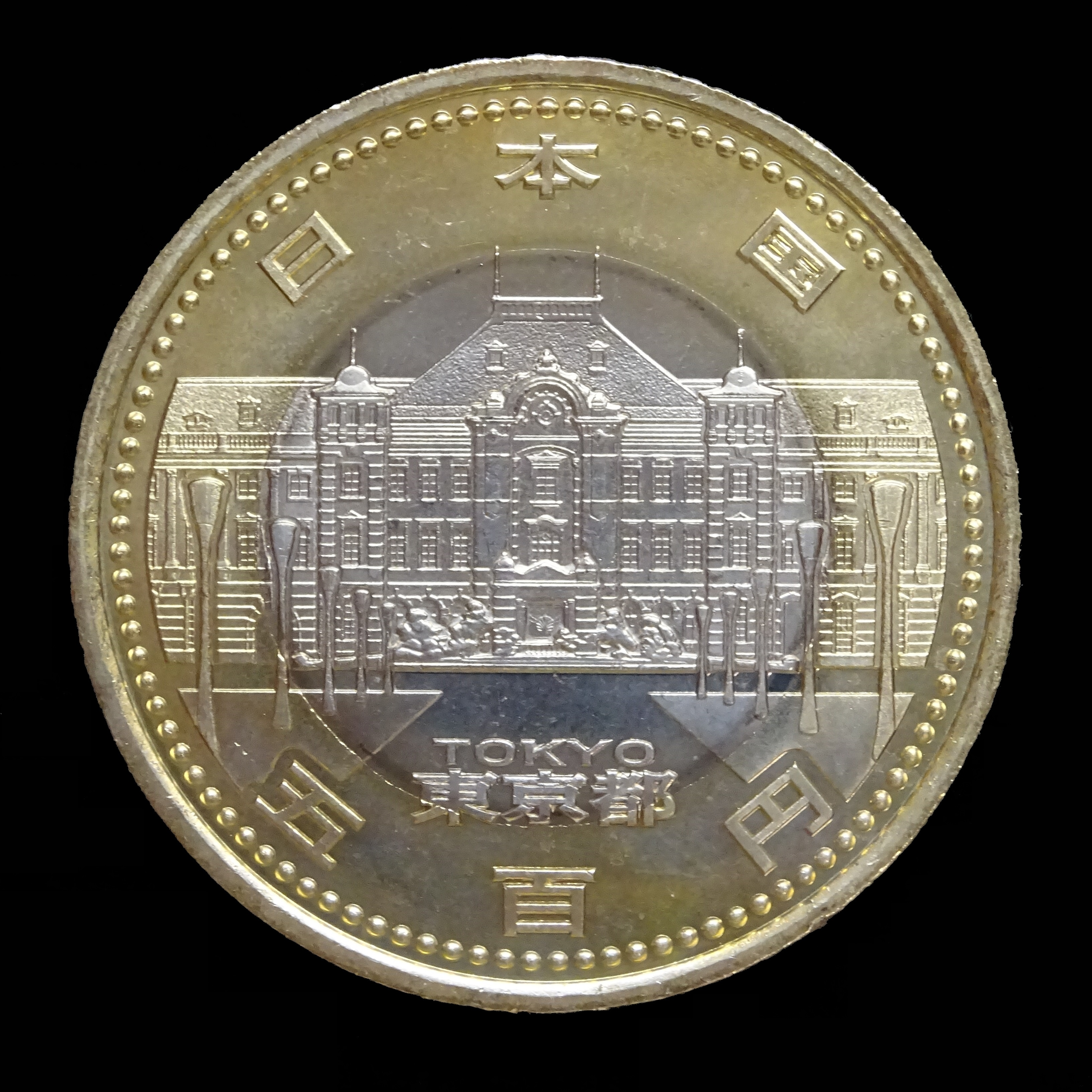
東京都